# Malungsfors
Malungsfors is een plaats in de gemeente Malung-Sälen in het landschap Dalarna en de provincie Dalarnas län in Zweden. De plaats heeft 559 inwoners (2005) en een oppervlakte van 259 hectare.
Het plaatsje fungeert als een verlengstuk voor het oostelijk gelegen dorp Malung. Het centrum wordt vooral gedomineerd door diverse pelswinkels, waar herten en beverhuiden verkocht worden.

## Verkeer en vervoer
Bij de plaats loopt de Riksväg 66.
Het plaatsje heeft een goederenstation en tevens een terminal voor het verladen van hout richting Borlänge. De plaats had vroeger een station aan de hier opgeheven spoorlijn Repbäcken - Särna.